# Palais Jaune
Le palais Jaune de Copenhague (en danois : Det Gule Palæ) est une ancienne résidence de la famille royale de Danemark.
Le palais, commandé par Frederik Bargum, est construit entre 1759 et 1764 par l’architecte français Nicolas-Henri Jardin. En 1810, il est racheté par le roi Frédéric VI de Danemark et il passe, en 1837, au prince Christian de Schleswig-Holstein (futur Christian IX de Danemark). 
Après 1865, la famille royale lui préfère le palais d’Amalienborg.